# 貧棘窄額魨
貧棘窄額魨為輻鰭魚綱魨形目四齒魨亞目四齒魨科的其中一種，為熱帶海水魚，分布於東印度洋印尼及澳洲西北部海域，體長可達10公分，棲息在沿岸底層水域，生活習性不明，具有毒性。